# Alberto Gómez (cantor)
Alberto Gómez (Lomas de Zamora, Buenos Aires, Argentina, 19 de junio de 1904-Lomas de Zamora, 1 de mayo de 1973) fue un cantante, compositor y actor argentino.

## Carrera
Hijo de Francisco Aducci y Josefina Maurino, desde niño sintió influencia por el canto lírico que estudió desde muy joven. Era aún adolescente cuando le encomendaron personajes centrales de Cavalleria Rusticana y de La Traviata.
Alberto Gómez fue un popular cantante de tangos, que incursionó notablemente en la industria cinematográfica argentina junto a figuras eximias de la escena nacional como Tita Merello, Libertad Lamarque, Luis Sandrini, Azucena Maizani, Mercedes Simone, Alicia Vignoli, Domingo Sapelli, Nelo Cosimi, Perla Mux, Antonio Ber Ciani, entre otros.

## Filmografía
- 1933: ¡Tango!
- 1936: Juan Moreira
- 1938: De la sierra al valle
- 1944: El deseo
- 1949: El nieto de Congreve
- 1951: Alma liberada
- 1951: Martín Pescador[3]
- 1952: Donde comienzan los pantanos[4]

## Etapa como cantor
En 1927 surgió integrando el trío Parada- Gómez-Vila, sucedido por Gómez-Vila, un dúo junto a su amigo Augusto (Tito) Vila. Actuaron como aficionados en cafés y teatros de Lomas de Zamora. Luego pasaron a los cines de la calle Corrientes, donde se unieron con el consagrado guitarrista Manuel Parada, con quien debutaron en la radio.
Si bien Alberto Gómez grabó su repertorio mayoritariamente acompañado por excelentes guitarristas, también realizó muchas versiones acompañado por los músicos de la casa Víctor e inclusive tuvo destacada participación como estribillista de la Orquesta Típica Víctor y de Adolfo Carabelli, cantando estribillos con el seudónimo de Nico.
Dueño de una voz refinada y con registro de tenor, popularizó varios tangos a lo largo de su carrera. Fue el cantor preferido de Enrique Santos Discépolo para interpretar su obra, Alma de bandoneón y Soy un arlequín.
Su apodo, El Pingo de Lomas, fue puesto por el zorzal Carlos Gardel, con quien tuvo la oportunidad de trabajar tanto en cine como en el escenario.
En su debut cinematográfico en 1933, en el film Tango!, se lució con el tema  Mi desdicha.
En las décadas de 1940 y 1950, recorrió toda América Latina como Uruguay, Chile, Brasil, México, Colombia, Venezuela y Cuba donde hizo importantes giras, al igual que otros cantantes como Charlo, Ignacio Corsini, Agustín Irusta, Anita Palmero y Hugo del Carril.
Fue cantor nacional, estribillista y solista, nunca cantor de orquesta, por el mismo hecho de estar ausente cuando esta condición se instituyó con las grandes orquestas. También hizo temas para el sello Odeón, la RCA Víctor y la compañía TK.
Cantó también acompañado por Pedro Maffia en 1959 por Radio Belgrano y en los discos TK, con quien presentó los tangos Tinta verde, Orgullo tanguero, La mariposa, El Marne y Duelo criollo, entre otros.
También hizo interpretaciones de temas compuestos por autores mexicanos, como el bolero Traicionera, de Gonzalo Curiel, grabado en los años treinta o cuarenta, y la canción clásica mexicana La casita, una grabación realizada poco antes de su muerte. Esta última composición se debe a Felipe Llera y el poeta potosino Manuel José Othón.
Otros de sus temas fueron el vals Raquel, y los tangos Ventarrón, Ahora no me conoces, El pensamiento, Como abrazao a un rencor, Carillón de la Merced, Garúa, Déjame, no quiero verte más, Volvió la princesita, Ausencia (Vals, con la Orquesta Típica Victor, 1931), entre otros.

## Etapa como compositor
Además de su voz prodigiosa, Gómez fue un destacado compositor de tangos, entre ellos están:
- Del tiempo de la morocha
- Tolerancia
- Que nadie se entere, grabado por Francisco Canaro
- Cansancio
- Esta es mi patria
- Que sea lo que Dios quiera
- Milonga que peina canas[12]

## Fallecimiento
Alberto Gómez falleció a los 68 años el 19 de mayo de 1973 en una hospital de la provincia de Buenos Aires. Sus restos velados en la calle Gallo al 700 de la Capital, descansan en el Cementerio de la Chacarita.